# شیرخرما
شیرخُرما غذایی است که در کشورهایی مانند پاکستان و هند در پایان ماه رمضان به عنوان غذای مخصوص روز عید فطر تهیه و خورده می‌شود. نام این خوراک یا دسر، فارسی است و ترکیب اصلی آن شیر چرخ نکرده، رشته فرنگی، شکر، خرمای خشک و برخی خشکبار است.
مسلمانان پاکستان و هند (به‌ویژه در شهر حیدرآباد) و برخی کشورهای عربی این غذا را در صبح روز عید فطر به‌عنوان نخستین خوراک بعد از ماه رمضان صرف می‌کنند و در سراسر روز نیز با همین غذا از مهمانان خود پذیرایی می‌کنند.

## ترکیبات و طرز تهیه
مقداری رشته فرنگی را در کره تفت می‌دهند تا برشته شود. سپس شیر را به آن اضافه می‌کنند و می‌گذارند با هم بپزد. هنگامی‌که شیر کمی غلیظ شد شکر، چند دانه خرمای خشک، مقداری کشمش، خلال پسته، بادام یا بادام هندی، گلاب، هل و زعفران را نیز به آن می‌افزایند و فرایند پختن را تا جا افتادن این مواد در شیر ادامه می‌هند.